# Theta Geminorum
Désignations
Theta Geminorum (θ Gem / θ Geminorum) est une étoile de la constellation des Gémeaux. Sa magnitude apparente est de 3,60. D'après la mesure de sa parallaxe annuelle par le satellite Hipparcos, l'étoile est situé à environ 189 années-lumière de la Terre. Elle s'éloigne du Système solaire à une vitesse radiale de +33 km/s.
Theta Geminorum est classée comme une étoile sous-géante blanche de type spectral A2IV. Elle est environ 104 fois plus lumineuse que le Soleil. Elle possède cinq compagnons recensés dans le catalogue d'étoiles doubles de Washington. Le plus proche d'entre eux, désigné Theta Geminorum E, est une étoile de magnitude 8,6 découverte en 2010, où elle était située à une distance angulaire de 2,4 secondes d'arc de l'étoile primaire et selon un angle de position de 295°.